# Liceum Lotnicze w Zielonej Górze
Liceum Lotnicze w Zielonej Górze – szkoła średnia działająca w latach 1979–1992, przygotowująca kandydatów do „Szkoły Orląt”.

## Historia
Twórcami liceum, utworzonego we wrześniu 1979 roku jako zielonogórska filia Liceum Lotniczego im. F. Żwirki i S. Wigury w Dęblinie byli:
- gen. bryg. pil. doc. dr hab. Józef Kowalski, komendant WOSL w Dęblinie – ze strony wojska;
- Zbyszko Piwoński – wojewoda zielonogórski;
- Henryk Baturo – kurator oświaty i wychowania.

2 lutego 1982 roku Liceum Lotnicze stało się samodzielną szkołą, a 13 września tego samego roku otrzymała sztandar. 1 września 1988 szkole nadano imię kpt. pil. Eugeniusza Horbaczewskiego. W roku 1989 przekształcono Liceum Lotnicze w Wojskowe Liceum Ogólnokształcące. W 1992 roku, decyzją Ministra Obrony Narodowej, liceum zostało zlikwidowane, a w jego miejsce utworzono IV Liceum Ogólnokształcące im. kpt. pil. Eugeniusza Horbaczewskiego w Zielonej Górze.
Dyrektorem Liceum Lotniczego od 1979 do jego rozwiązania był ppłk pil. dr Stefan Bulanda, który do 2019 był także dyrektorem IV Liceum.
Liceum Lotnicze prowadziło kształcenie młodzieży męskiej w zawodzie mechanik osprzętu lotniczego. Głównym celem szkoły było przygotowanie kandydatów do Wyższej Oficerskiej Szkoły Lotniczej w Dęblinie tzw. „Szkoły Orląt”.
W trakcie nauki w szkole uczniowie przechodzili szkolenie lotnicze w powietrzu:
- skoki spadochronowe;
- szkolenie na szybowcach;
- szkolenie na samolotach.

Absolwenci LL pełnią służbę w Siłach Powietrznych RP na wszystkich szczeblach dowodzenia. Trzech absolwentów otrzymało awans na stopień generała (2011).

## Absolwenci
- gen. bryg. pil. Adam Świerkocz (absolwent LL 1983 r.) – dowódca 3. Skrzydła Lotnictwa Transportowego;
- płk dypl. pil. Wojciech Krupa (absolwent LL 1984 r.) – dowódca 31. Bazy Lotniczej;
- gen. bryg. pil. Tomasz Drewniak (absolwent LL 1983 r.) – Inspektor Sił Powietrznych;
- gen. bryg. pil. Stefan Rutkowski (absolwent LL 1984 r.) – Inspektor Sił Powietrznych;
- płk dypl. pil. Rafał Nowak (absolwent LL 1984 r.) – dowódca Mobilnej Jednostki Dowodzenia Operacjami Powietrznymi;
- płk pil. Jacek Zygmanowski (absolwent LL 1984 r.) – dowódca Mobilnej Jednostki Dowodzenia Operacjami Powietrznymi;
- por. pil. Katarzyna Tomiak-Siemieniewicz (absolwentka LL 2007 r.) – pierwsza kobieta-pilot samolotu MiG-29[3]

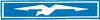
1 rok nauki
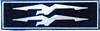
2 rok nauki
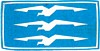
3 rok nauki
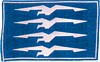
4 rok nauki